# Luis Napoleón Morones

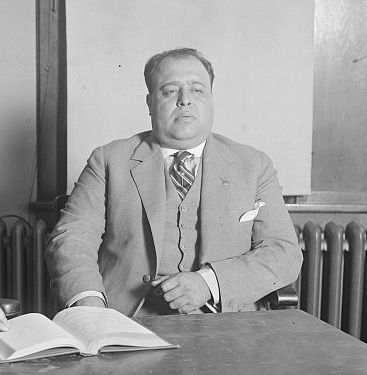
Luis Napoleon Morones

Luis Napoleón Morones (ur. 1890, zm. 1964) – meksykański przywódca związkowy.
W trakcie rewolucji meksykańskiej opowiedział się po stronie Venustiano Carranzy. Pracował jako elektryk. W 1918 założył Regionalną Meksykańską Konfederację Robotniczą (CROM), a w 1922 - Meksykańską Partię Pracy. W latach 1924–1928 piastował stanowisko ministra gospodarki (ustąpił po zabójstwie Alvaro Obregona). Doszedł do znacznego majątku dzięki korupcji. W 1936 został wraz z m.in. prezydentem Plutarco Eliasem Callesem deportowany do Stanów Zjednoczonych na skutek oskarżenia o spisek w celu wysadzenia kolei. Morones powrócił do Meksyku w 1940.